# 토니 세르빌로
토니 세르빌로(이탈리아어: Toni Servillo, 1959년 1월 25일 ~ )는 이탈리아의 텔레비전, 영화 배우이자 극과 오페라 연출가이다.

## 생애

### 개인사
세르빌로는 1959년 1월 25일 캄파니아주 아프라골라에서 음악가 페페 세르빌로의 형으로 태어났다. 그는 1960년대부터 카세르타에서 그의 아내와 함께 살았다.

### 경력
그의 국제적인 작품에서의 역할은 2008년 《일 디보》에서 줄리오 안드레오티 역과 고마라에서 로베르토의 보스인 프랑코 역이다. 두 영화는 황금종려상 후보에 올랐다.
그는 또한 나폴리 산 카를로 극장에서 열린 치마로사의 《일 마리토 디스페라토》(Il marito disperato)와 베토벤의 《피델리오》 그리고 리스본 상 카를루스 국립국장에서 열린 모데스트 무소륵스키의 《보리스 고두노프》 같은 유명한 오페라 작품을 감독했고 또한 2003년에 리하르트 슈트라우스의 《낙소스의 아리아드네》를 연출했다.
2013년, 세르빌로는 파올로 소렌티노의 영화 《더 그레이트 뷰티》에 출연하며 26회 유럽 영화상에서 남우 주연상을 수상했다.

## 출연 작품
- 안개 속 소녀 - 보겔 역
- 렛 유어 셀프 고
- 그때 그들 - 실비오 베를루스코니 역
- 히틀러 VS 피카소 앤 디 아더스 - 내레이터
- 아다지오 - 마리오 '데이토나' 코레티 역